# Walter Bunning
Walter Ralston Bunning (19 de mayo de 1912 – 13 de octubre de 1977) fue un prominente arquitecto y urbanista australiano.

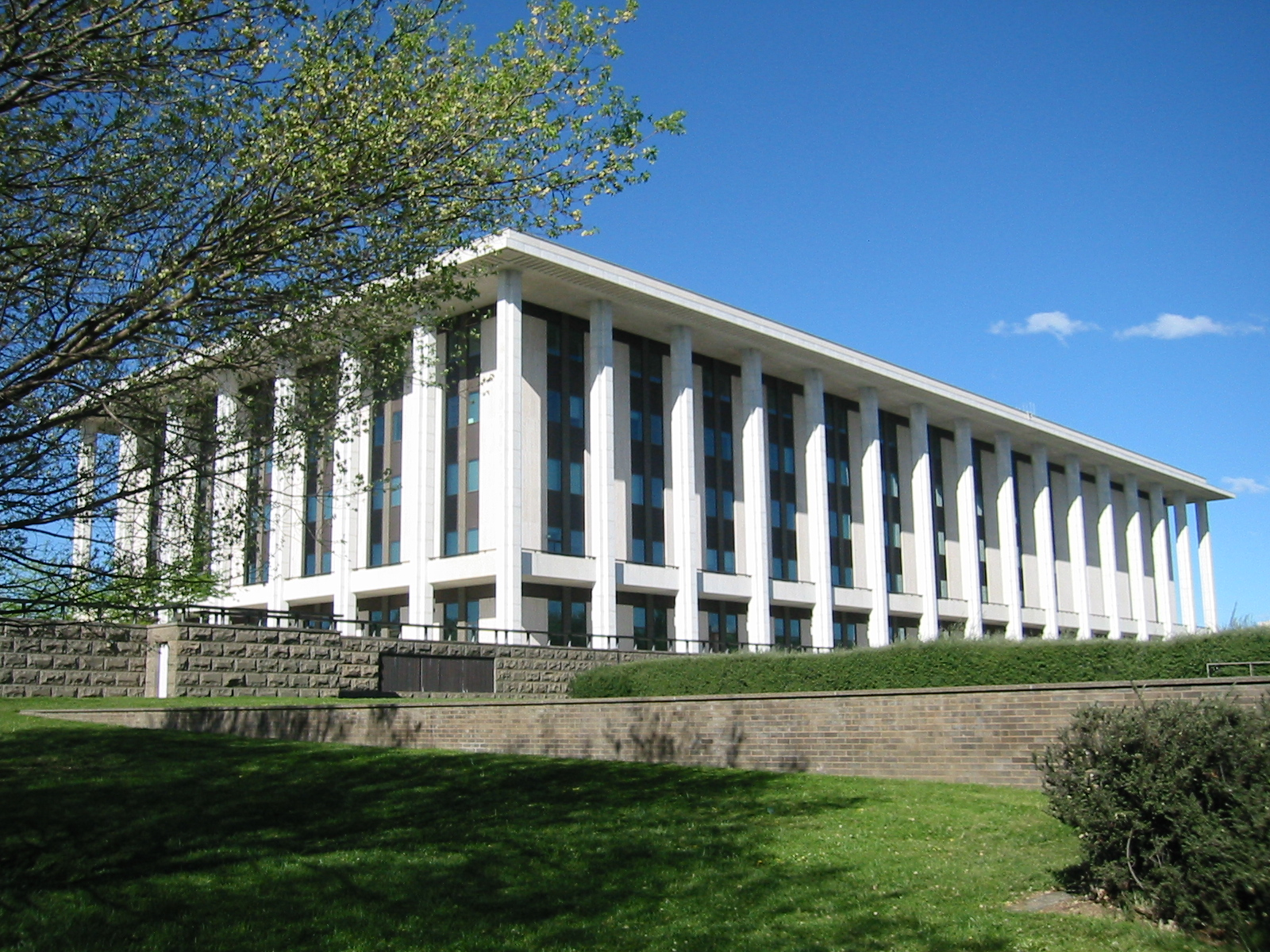
Biblioteca Nacional de Australia

## Biografía
Bunning nació en Brisbane. Durante la depresión, marchó a Sídney para estudiar en el East Sydney Technical College. Compaginó sus estudios con el trabajo en las oficinas de Carlyle Greenwell y Stephenson & Meldrum.
Después de su graduación en 1936, fue becado por el Board of Architects de New South Wales para proseguir sus estudios en el extranjero. De 1937 a 1939 viajó por Europa y Norteamérica y trabajó junto a destacados arquitectos en Londres, Dublín y Nueva York. Fue una época crucial en la evolución del pensamiento de Bunning, muy influido por el diseño e las ideas modernistas aplicaría después en Australia.
En 1938, Bunning regresó a Australia y ayudó a crear la rama de la Modern Architectural Research Society (MARS), inspirada en la organización británica del mismo nombre. Durante la Segunda Guerra Mundial, Bunning trabajó para el gobierno australiano, en todo lo realacionado con el camuflaje. Sin embargo, en 1943, Bunning fue nombrado director ejecutivo de la Comisión de Vivienda de la Commonwealth (Commonwealth Housing Commission) y redactó gran parte de su influyente informe de 1944 que se convirtió en manual de referencia para la planificación urbana.
Resultado de su trabajo en la Commonwealth Housing Commission fue la publicación en 1945 de Homes in the Sun (Casas al sol). El libro aboga por mejorar el diseño de los hogares, comunidades, pueblos y regiones para ajustarse al  entorno australiano. El sueño de la planificación de posguerra en Australia, que Bunning defendía, se muestra claramente a lo largo del libro. El ejemplo más destacado es un intento de desarrollar la primera ciudad satélite de Sídney. Bunning imagina una ciudad para 10,000 personas, que combinaría lo mejor de la vida en el campo y en la ciudad, con sus áreas residenciales y áreas industriales separadas para evitar la contaminación. La ciudad estaría bordeada por un cinturón verde, que limitaría la expansión metropolitana, lo que para algunos "sintetizaba las ideas de Ebenezer Howard y Le Corbusier en una fórmula normativa".
En 1946, año en que se publicó Homes in the sun, Bunning creó su propio despacho de arquitectos en unión con Charles Madden. La firma, con sede en Sídney, durante los siguientes 25 años diseñó muchos edificios públicos y privados en Sídney y Canberra, y ganó el concurso para la Anzac House de Sídney (1949). Sin embargo, su obra más importante fue la Biblioteca Nacional de Australia, en Canberra. Realizó muchos otros diseños de éxito, entre ellos la International House, University of Sydney (1967). Fracasaron sin embargo en el concurso para el diseño del más importante edificio de Sídney, la Opera House (1957).